# Cúria Cornélia

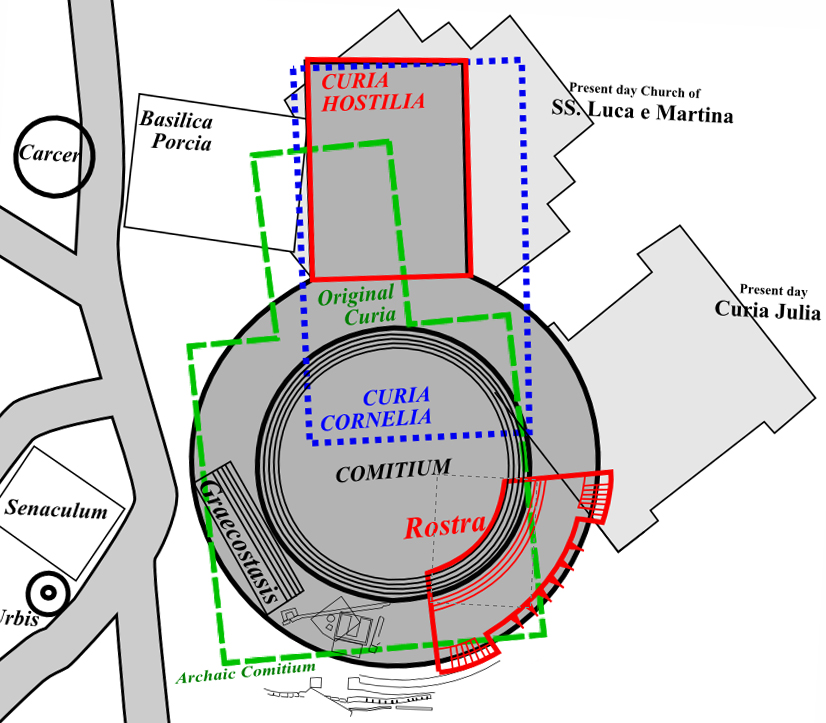
Três gerações da Cúria Romana. A original foi construída por Hóstio Hostílio (em verde), a Cúria Cornélia, de Lúcio Cornélio Sula (azul) e a Cúria Hostília, de Túlio Hostílio (vermelho).

Cúria Cornélia (em latim: Curia Cornelia) era o local onde o Senado Romano se reunia por volta de 52 a.C. e era a maior de todas as cúrias (casas senatoriais) construídas em Roma. Sua construção tomou grande parte da área tradicional do Comício e colocou o edifício do Senado numa posição de comando dentro do Fórum Romano como um todo. Era a casa do Senado na época de Júlio César e é importante pois localização foi alterada por ele justamente para diminuir o poder dos senadores na cidade e na República Romana.

## História
Em 80 a.C., Lúcio Cornélio Sula decidiu ampliar a cúria já existente para acomodar o dobro do número de senadores. Para isto, ele teve que demolir a Cúria Hostília e o Comício, mas manteve o nome "Hostília".
A Cúria Hostília foi novamente destruída durante os distúrbios no funeral de Públio Clódio Pulcro em 52 a.C. e foi reconstruída novamente por Fausto Cornélio Sula, um descendente de Lúcio Cornélio, e a partir daí passou a ser chamada de Cúria Cornélia.
Em 44 a.C., a Cúria foi convertida em templo por Júlio César em sua remodelagem do Fórum. Não se sabe exatamente quando o edifício foi finalmente demolido, mas como ele ocupava grande parte do que depois seria o Fórum de César, é provável que tenha sido durante ou logo depois da construção do primeiro fórum imperial.
Finalmente, César substituiu a Cúria Cornélia pela Cúria Júlia, que ainda existe, em 44 a.C.